# Henry Noël Chauvin
Pour les articles homonymes, voir Chauvin.
Henry Noël Chauvin (25 décembre 1871, Montréal, Québec, Canada - 7 mai 1948, Montréal, Québec, Canada), parfois orthographié Henry-Noël Chauvin, ou encore Henry Noel Chauvin, est un avocat et un homme d'affaires québécois. Il a été bâtonnier du Québec.

## Origine et formation
Henry Noël Chauvin est le fils de Jean B. Chauvin, un constructeur, et de Marguerite Nursey Brockwell, fille de Harry Brockwell,,.
Henry Noël Chauvin reçoit d'abord son éducation auprès du réseau d'écoles publiques de Montréal, et complète par la suite son cours classique auprès d'instituteurs privés,,. Il entame son parcours aux études supérieures en étant admis à l'Université McGill, où il étudie le droit. Il obtient un baccalauréat en droit civil avec distinction en 1901 puis, après avoir rapidement complété son stage de clerc auprès des Maîtres Albert William Atwater et Charles-Albert Duclos, il est officiellement admis à la profession d'avocat en devenant membre du Barreau du Québec, en janvier 1901,.
Avant qu'il n'entame sa carrière professionnelle en droit, Henry Noël Chauvin s'est improvisé inventeur. Le 1er septembre 1897, son nom apparaît dans la publication The Canadian Patent Office Record, soit La Gazette du Bureau des brevets en français, où il est rattaché à une invention nommée Stop-Cock Box, décrit en français comme une « boîte de robinet ordinaire ». 

## Carrière professionnelle
En droit, Henry Noël Chauvin est surtout reconnu pour son travail auprès de deux cabinets d'avocat. En 1914, il est répertorié comme un membre important de la firme Heneker, Chauvin, Baker, Johnson & Walker. En 1923, c'est plutôt à la firme Chauvin, Meagher, Walker, Stewart & Crépeau qu'il est associé. À la suite du départ de Crépeau, la firme se réassemble naturellement sous le nom de Chauvin, Meagher, Walker & Stewart, toujours active en 1927.
De 1923 à 1924, Henry Noël Chauvin est élu au sein du Conseil du Barreau de Montréal. En 1933, il est élu par les membres du Barreau de Montréal au poste de bâtonnier de Montréal. La même année, peu de temps après sa nomination, c'est l'ensemble des membres du Barreau du Québec qui l'élisent à majorité à titre de bâtonnier du Québec, pour le bâtonnat de 1933-1934. 
En affaire, Henry Noël Chauvin se trouve à être un avocat très actif. Son nom apparaît à de très nombreuses reprises dans des éditions de la Gazette officielle du Québec, archivées, numérisées et conservées dans la Bibliothèque et Archives nationales du Québec. Depuis qu'il a entamé sa vie active jusqu'à la fin de celle-ci, Henry Noël Chauvin est présent dans le milieu financier dans toutes les décennies dans lesquels il a vécu, soit les années 1900, 1910, 1920, 1930 et 1940,,,,.

## Vie privée et décès
Le 21 mars 1891 ou 1892 à la Grace Anglican Church de Montréal, Henry Nöel Chauvin épouse Gertrude Bernard, fille de Henry R. Bernard,,,. Six enfants sont connus du couple, dont Frank Bernard Chauvin, qui deviendra avocat comme son père,,,. Ce dernier fera d'ailleurs son stage de clerc auprès d'Henry Noël Chauvin.
Membre du club University et logeant au 720, Maplewood Avenue, dans le quartier Outremont à Montréal, Henry Noël Chauvin est politiquement favorable aux idées conservatrices de son époque et partisan du Parti conservateur du Canada,,. Du côté de la religion, Henry Noël Chauvin est presbytérien,,.

Henry Noël Chauvin est décédé le 7 mai 1948 dans la ville qui l'a vu naître, à l'âge de 76 ans. Le corps du défunt avocat est inhumé au cimetière Mont-Royal, toujours à Montréal.

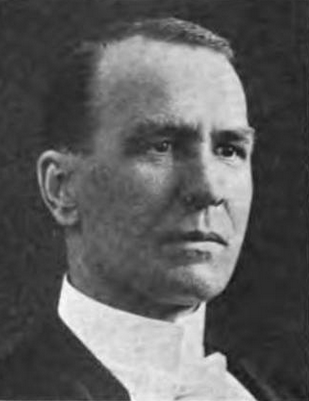
Henry Noël Chauvin, vers 1914.
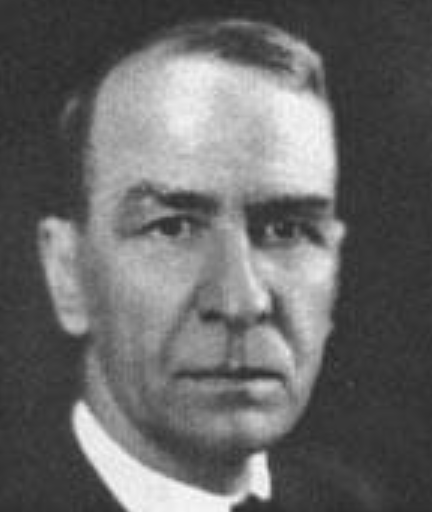
Henry Noël Chauvin, 1933.

## Hommages et distinctions

### Titre honorifique
- Conseiller du roi

### Titre de civilité
- Monsieur le bâtonnier[7]

#### Droit
- Avocat, Juriste
- Droit au Québec, Droit civil
- Histoire du droit au Québec, XIXe siècle en droit au Québec, XXe siècle en droit au Québec
- Système judiciaire du Québec, Loi du Québec
- Barreau du Québec, Bâtonnier du Québec
- Barreau de Montréal, Districts judiciaires du Québec
- Code civil du Bas-Canada, Code criminel du Canada